# Thysanopyga lapidea
Thysanopyga lapidea là một loài bướm đêm trong họ Geometridae.